# Mbiganyi Thee
Mbiganyi Thee (* 26. Mai 1962) ist ein ehemaliger botswanischer Mittelstreckenläufer.

## Sport
Thee nahm an den Olympischen Sommerspielen 1988 in Seoul und 1992 in Barcelona teil.
In den Wettkämpfen über 1500 m (1988), 800 m (1992) schied er jeweils in den Vorläufen aus.
Außerdem nahm er an zwei Freiluft- und vier Hallen-Weltmeisterschaften teil.